# Jean-Jacques Reboux
Jean-Jacques Reboux, né le 29 octobre 1958 à Madré (Mayenne) et mort le 13 juillet 2021 à Auxerre,,, est un écrivain et éditeur français.

## Biographie

### Origines
Né en 1958 à Madré (Mayenne), Jean-Jacques Reboux a effectué plusieurs métiers, : instituteur, ouvreur de cinéma, employé des Chèques Postaux, animateur d'ateliers d'écriture, éditeur. 
Avant de se consacrer au polar, il a publié plusieurs recueils de poésie. Il a dirigé à Caen la revue de poésie La Foire à bras (1980-1984).

### Éditeur et écrivain
En 1992, il fonde les éditions Canaille afin de publier ses livres refusés par les éditeurs : Pain perdu chez les vilains ou Fondu au noir. Avec l'appui de Jean-Bernard Pouy, Reboux devient éditeur de polars d'autres auteurs. En 1995, les éditions Canaille sont rachetées par les Éditions Baleine où il dirige la collection « Canaille/Revolver ».
Avec Le massacre des innocents (1995), il connaît en tant qu'écrivain un succès d'estime. Ce roman est couronné en 1996 du trophée 813 du meilleur roman francophone.
Il signe trois aventures du Poulpe, La cerise sur le gâteux (1996), Parkinson le glas (2002) et Castro c'est trop ! (2004).
Renouant avec le roman-feuilleton, il crée en 2000 le « premier feuilleton du 3e millénaire » (Les aventures extraordinaires de Moulard). Il l'inaugure avec Pour l'amour de Pénélope (2000),. Les autres épisodes de ce feuilleton rocambolesque sont les suivants : Le pied dans la citrouille d'Yves Bulteau, 2000 ; Pas de caviar pour Moulard de Catherine Fradier ; Salade de rotules de Laurent Fétis ; L'art du mou d'Élise Fugler ; les six volumes (sur 22 prévus) ayant été édités aux éditions de l'Aube en 2000.

### Éditeur engagé
En 2006, il se relance dans l'édition en fondant les éditions Après la Lune, dont il assure la direction littéraire, en collaboration avec Christine Beigel, responsable des publications pour la jeunesse, et Yasmina Khadra, qui y dirige la collection de littérature algérienne « Bel horizon ».
En tant qu'éditeur des éditions Après la Lune, il est attaqué en justice par l'Opus Dei pour le roman Camino 999 de Catherine Fradier en mai 2007 : l'Opus Dei réclame 30 000 € de dommages et intérêts, 5 000 € au titre de l'article 700 du nouveau code pénal, ainsi que la publication d'un communiqué, dans un journal choisi par le plaignant, dans la limite de 15 000 €. L'Opus Dei est finalement débouté.
Poursuivi en justice en 2011 par la même Catherine Fradier, pour un différend financier mineur, il fut à l'époque soutenu par plusieurs dizaines de confrères écrivains, éditeurs. 
Après avoir publié 65 ouvrages (polars, livres pour la jeunesse, pamphlets), la maison d'édition cessa ses activités en 2013, avant de les reprendre en 2019 en publiant les romans de Kits Hilaire[réf. souhaitée].

### L'épisode Fernand Buron
En 2008, Jean-Jacques Reboux s'est illustré en se faisant passer pour le citoyen du salon de l'agriculture à qui Nicolas Sarkozy a dit « Casse-toi pov' con! » en créant le personnage de Fernand Buron,. Ce canular lui valut d'être mis en garde à vue pour offense au président de la République, après avoir brandi une pancarte « Casse-toi pov'con ! »  devant le palais de l'Élysée, le 28 janvier 2010, jour de l'anniversaire du président de la République française. L'affaire fut classée sans suite par le Procureur de la République.

### Engagement à gauche
S'il affirme ne pas être un militant politique, Jean-Jacques Reboux est marqué par un engagement à gauche et des sympathies avec la mouvance anarchiste. Il dit à ce sujet : « Je n'ai jamais milité dans aucun parti, aucune association… J'ai juste participé à de nombreuses manifestations, comme tout le monde ! Mon seul vrai acte de "militance" : le parrainage d'un sans-papiers marocain au moment des lois Debré ».
En 1996, il dédiait La cerise sur le gâteux à Ibrahim Ali, Brahim Bouarram et Imad Bouhoud, victimes de skinheads d'extrême droite en marge de l'activité du Front national.
En juillet 2006, Jean-Jacques Reboux est arrêté par la police à la suite de la contestation d'un PV. Il est poursuivi par l'un d'eux pour « outrage », condamné à 150 euros avec sursis par la justice en juin 2008. Il écrit une Lettre ouverte à Nicolas Sarkozy, ministre des libertés policières (2006). À la suite de sa rencontre avec Romain Dunand, militant de Réseau éducation sans frontière et de la CNT, ils écrivent une Lettre au garde des sceaux pour la dépénalisation du délit d'outrage (2008). Il est à l'origine de la fondation du Collectif pour une dépénalisation du délit d'outrage (Codedo) en juillet 2008,.
Entre 2008 et 2010, il a publié plusieurs articles sur le site Internet Rue89 sous le pseudonyme « outrageur de poulets », sur le thème du délit d'outrage.
En 2013, il publie sur son blog un article sur ses démêlés avec l'écrivain algérien Yasmina Khadra, de plus en plus controversé dans la communauté algérienne, intitulé Comment je me suis fait entuber par Yasmina Khadra.
Il couvre pour L'Humanité le procès de Henri Guaino, poursuivi le 22 octobre 2014 pour outrage par le juge Jean-Michel Gentil.

## Œuvre

### Essais
- Lettre ouverte à Nicolas Sarkozy, ministre des libertés policières, Après la lune, 2006 (collection Tous les possibles)
- (dir.) Chômeurs, qu'attendez-vous pour disparaître ?[27], Après la lune, 2007 (coll. « Tous les possibles »)
- Lettre au garde des Sceaux pour une dépénalisation du délit d'outrage (avec Romain Dunand), Après la lune, 2008 (coll. « Tous les possibles »)
- Casse-toi pov'con ! (avec Fernand Buron)[28], Après la lune, 2010

### Nouvelles
- Le Nonos de canard, in Noces de canailles, revue Drunk, 1994
- Urubu roi, Librairie Urubu, Valence, 1996.
- C'est à cause des poules, dans C'est la rentrée ! : 16 écrivains racontent.... Paris : EJL, coll. "Librio", suppl. à Libération du 4 septembre 1997, p. 61-67.
- Dissous, ris et dégomme, in L'évènement du Jeudi, 28 mai 1998. Cette aventure de Gabriel Lecouvreur mêlé aux affres de la cohabitation entre Jacques Chirac et Lionel Jospin est disponible sur [29]

- Ben Laden a tué Mamie Dupré, in 36 nouvelles noires pour l'Humanité, Hors Commerce, 2004[30].

- T'as de la chance qu'il soit pas président !, in Collectif La France d'après, éditions Privé, 2007[31].

- Donnez-moi un mouchoir, je vais me reposer[32], novembre 2013.

- C'est sans danger, Festival Mauves-en-Noir, mai 2014, sur le blog de l'auteur[33].

### Poésie
- Le Matin majuscule, Éditions Jean-Grassin, 1978

- Fleuve rouge, Éditions Pergame, 1983

- Le bout du gras, Éditions Verso, 1984

### Romans
- Pain perdu chez les vilains, Canaille, 1992 ; réédition Après la Lune, 2012 (Prix Delta Noir, 2016)

- Mr. Smith n'aime pas les asperges, Canaille, 1993

- Fondu au noir, éd.Canaille, 1995, Baleine, 1998 ; réédition Gallimard, coll. « Folio policier », 2000

- Le massacre des innocents, Baleine, 1995 ; réédition Folio policier, Gallimard, 1999 (Trophée 813 du meilleur roman francophone, 1996)

- La cerise sur le gâteux, Baleine, coll. « Le Poulpe » no 12, 1996 ; réédition Librio no 237, 1998

- Poste mortem, Baleine, 1998 ; réédition Gallimard, coll. « Folio policier », 2000

- Pour l'amour de Pénélope, éditions de L'Aube, coll. Les aventures extraordinaires de Moulard, 2000

- Le paradis des pickpockets, La Bartavelle, 2000

- C'est à cause des poules, Flammarion, 2000 (Grand prix de la Mayenne 2000)

- Le voyage de monsieur Victor, Baleine, coll. « Velours », 2001

- Méfiez-vous des asperges !, Le Seuil, Points-Virgule, 2001

- Pourquoi j' ai tué Laetitia Remington, Le Masque, 2001

- Parkinson le glas (sous le pseudonyme de Gabriel Lecouvreur), Baleine, coll. « Le Poulpe » no 234, 2002.

(Reboux raconte lors d'une interview avec Julien Védrenne sur le site littérature.com l'histoire de ce volume du Poulpe sous pseudonyme : « J'ai envoyé Parkinson le glas sous pseudo, et Pouy n'a appris qu'au bout d'un an et demi qui se cachait derrière ce pseudo improbable, à la suite d'un jeu de piste rocambolesque. Je m'étais débrouillé avec une copine postière à Paris Goncourt (le bureau de Lecouvreur dans la bible) qui relevait en douce le courrier envoyé à Lecouvreur en Poste restante (sans bien évidemment produire la pièce d'identité obligatoire). »)
- Castro c'est trop ! Baleine, coll. « Le Poulpe » no 249, 2004

- Au bonheur des poules !, Après la lune, coll. « La Maîtresse en maillot de bain », 2006

- De Gaulle, Van Gogh, ma femme et moi, Après la lune, 2006

- Je suis partout (les derniers jours de Nicolas Sarkozy)[35], Après la Lune, 2010

- L'esprit Bénuchot, Lemieux Éditeur, 2016 ; réédition Après la Lune, 2019 (La diffusion du roman n’étant pas assurée en librairie, Reboux “ressuscite” le livre en juin 2019 en créant un festival de littérature, street-art et chansons, le Printemps bénuchot[36]

### Romans pour la jeunesse
- Le diable dans le rétroviseur, Éditions Oskar, 2016